# Братиславская улица (Москва)
Братисла́вская у́лица — улица в Москве, расположенная в Юго-Восточном административном округе в районе Марьино.

## Происхождение названия

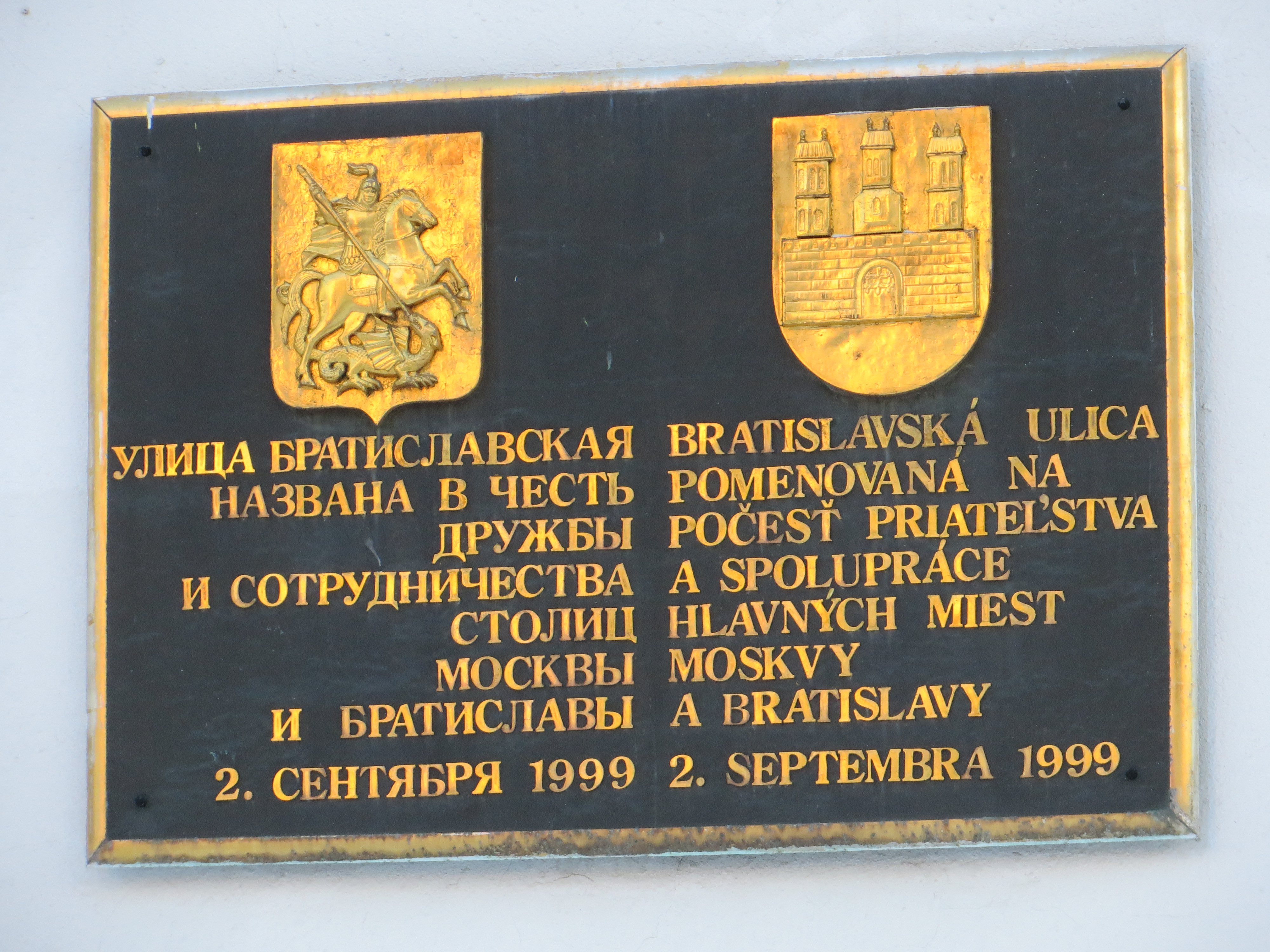
Памятная табличка

Названа 24 октября 1995 года. Бывший проектируемый проезд № 3407.. До 1994 года в планах строительства эта улица должна была стать в будущем частью Краснодонской улицы. Однако в 1995 году планы изменились в связи с визитом высокопоставленных словацких делегатов и улица была названа по городу Братиславе — столице Словакии. Одновременно с этим было изменено проектное название строившейся неподалёку от улицы станции метро «Братиславская». Название улицы увековечено на памятной табличке, открытой торжественно в день открытия улицы. Имя улицы написано на русском и словацком языках.

## Здания и сооружения
- № 1 — Детская городская поликлиника № 150 Департамента Здравоохранения Города Москвы.
- № 3 — Школа «Биг Бэн», детский центр «Карамельки».
- № 4 — ГБОУ г. Москвы Гимназия № 1562 имени Артема Боровика.
- № 6 — МФК «Первый Деловой Дом»
- № 9 — ГБОУ школа № 1357 Многофункциональный комплекс Братиславский, дошкольное подразделение № 12.
- № 19, корп. 1 — Детская библиотека № 133.
- № 21, корп. 1 — Отдел социальной защиты населения района Марьино Юго-Восточного административного округа города Москвы.
- № 26 — Библиотека № 131.

## Транспорт
- Автобусы № 350, 657, 704, 713, 749, 762, 957, С9, C710.